# Mike Michaud
Michael Herman Michaud, detto Mike (Millinocket, 18 gennaio 1955), è un politico statunitense, membro della Camera dei Rappresentanti per lo stato del Maine dal 2003 al 2015.

## Biografia
Michaud, di origini francesi e canadesi, venne eletto alla Camera dei Rappresentanti del Maine nel 1980 e al Senato di stato del Maine nel 1994. Nel 2000 divenne anche presidente del Senato.
Nel 2002, quando il deputato John Baldacci fu eletto governatore, Michaud si candidò per prendere il suo posto alla Camera dei Rappresentanti nazionale. Michaud vinse le elezioni sconfiggendo l'avversario repubblicano e negli anni seguenti fu sempre rieletto, finché nel 2014 lasciò la Camera per candidarsi infruttuosamente alla carica di governatore.
Michaud si è spesso distinto per le sue opinioni divergenti da quelle del partito, come ad esempio la sua opposizione all'aborto. Michaud infatti è di ideologia moderata-centrista e faceva parte della Blue Dog Coalition, un gruppo parlamentare composto da democratici moderati.
Durante la permanenza al Congresso, Michaud si è battuto soprattutto per difendere i diritti dei veterani di guerra.
Il 4 novembre 2013 si è dichiarato gay, facendo coming out.